# 그래스호퍼 (칵테일)

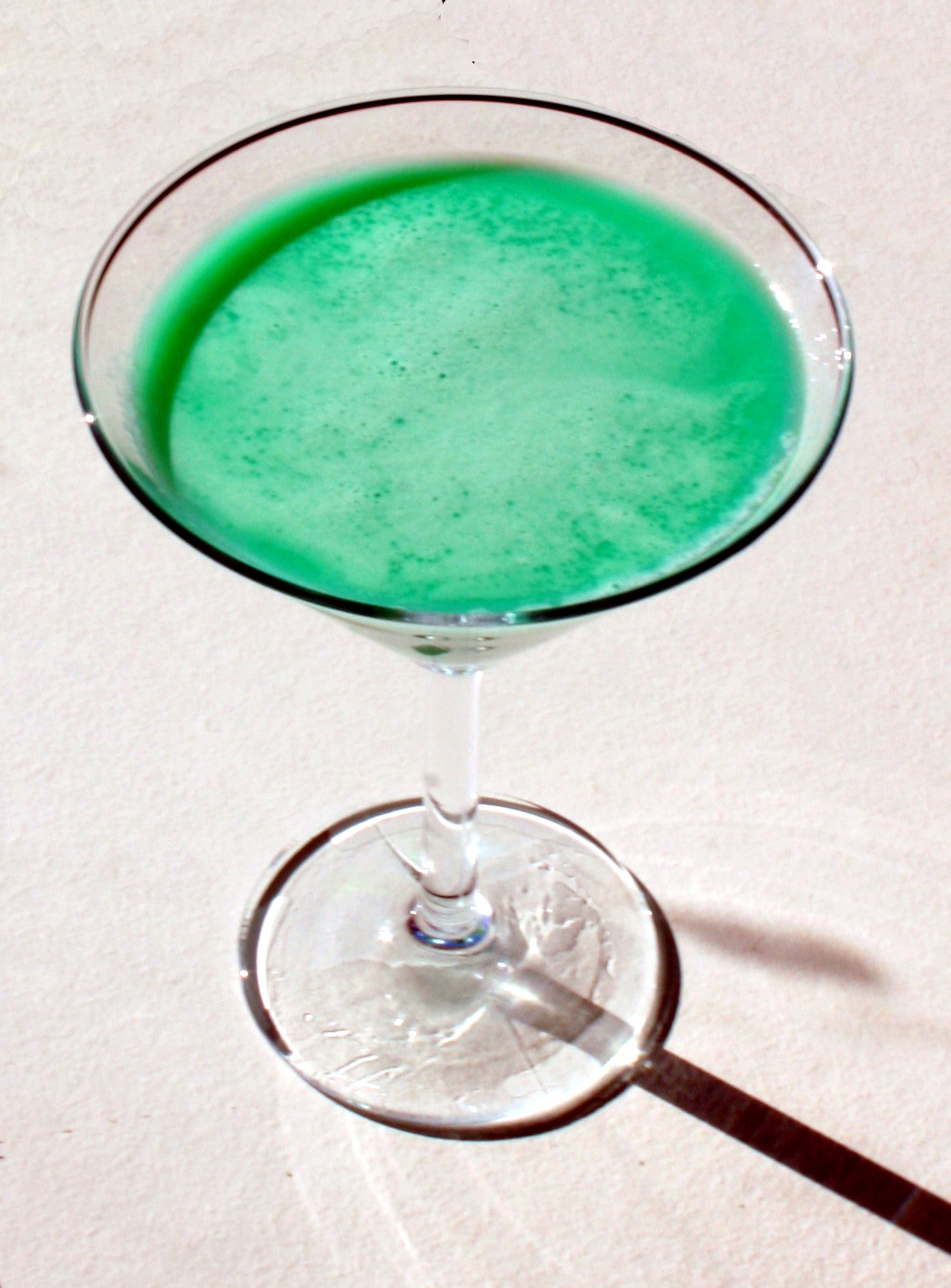
그래스 호퍼

그래스 호퍼(Grasshopper)는 혼성주 칵테일이다.

## 재료
- 1온스 크림 드 민트 그린(Creme de Menthe)
- 1온스 크림 드 카카오 화이트(Creme de Cacao)

## 제조법 및 특이사항
모든 재료를 쉐이커에 넣고 잘 섞어서 칵테일 글라스(Cocktail glass)에 넣고 접대한다.
단맛과 상큼한 맛이 뛰어나다.
색이 엷은 초록색을 띠어 시각적으로도 독특한 느낌을 준다.

## 변형
레몬 쥬스나 브랜디, 크림 등을 선택적으로 넣어 섞어도 맛이 좋다.
때에 따라 쉐이커에 섞지 않고 비중의 차이를 이용해 레이어를 만들기도 한다. 이때, 크림 드 민트를 아래쪽 층에, 크림 드 카카오를 위쪽 층에 둔다.